# Vincenzo Apicella
Vincenzo Apicella (ur. 22 stycznia 1947 w Neapolu) – włoski duchowny katolicki, biskup Velletri-Segni w latach 2006-2022.

## Życiorys

### Prezbiterat
Święcenia kapłańskie otrzymał 25 marca 1972 i został inkardynowany do diecezji rzymskiej. Pracował przede wszystkim jako duszpasterz rzymskich parafii, zaś od 1994 był także przełożonym XXIV Prefektury.

### Episkopat
19 lipca 1996 papież Jan Paweł II mianował go biskupem pomocniczym diecezji rzymskiej, ze stolicą tytularną Ierafi. Sakry biskupiej udzielił mu 14 września 1996 wikariusz generalny diecezji rzymskiej - kardynał Camillo Ruini. W diecezji odpowiadał za Sektor Zachodni.
28 stycznia 2006 papież Benedykt XVI mianował go biskupem ordynariuszem diecezji Velletri-Segni.
7 maja 2022 papież Franciszek przyjął jego rezygnację z funkcji biskupa Velletri-Segni.